# Visita de Benedicto XVI a Camerún y Angola

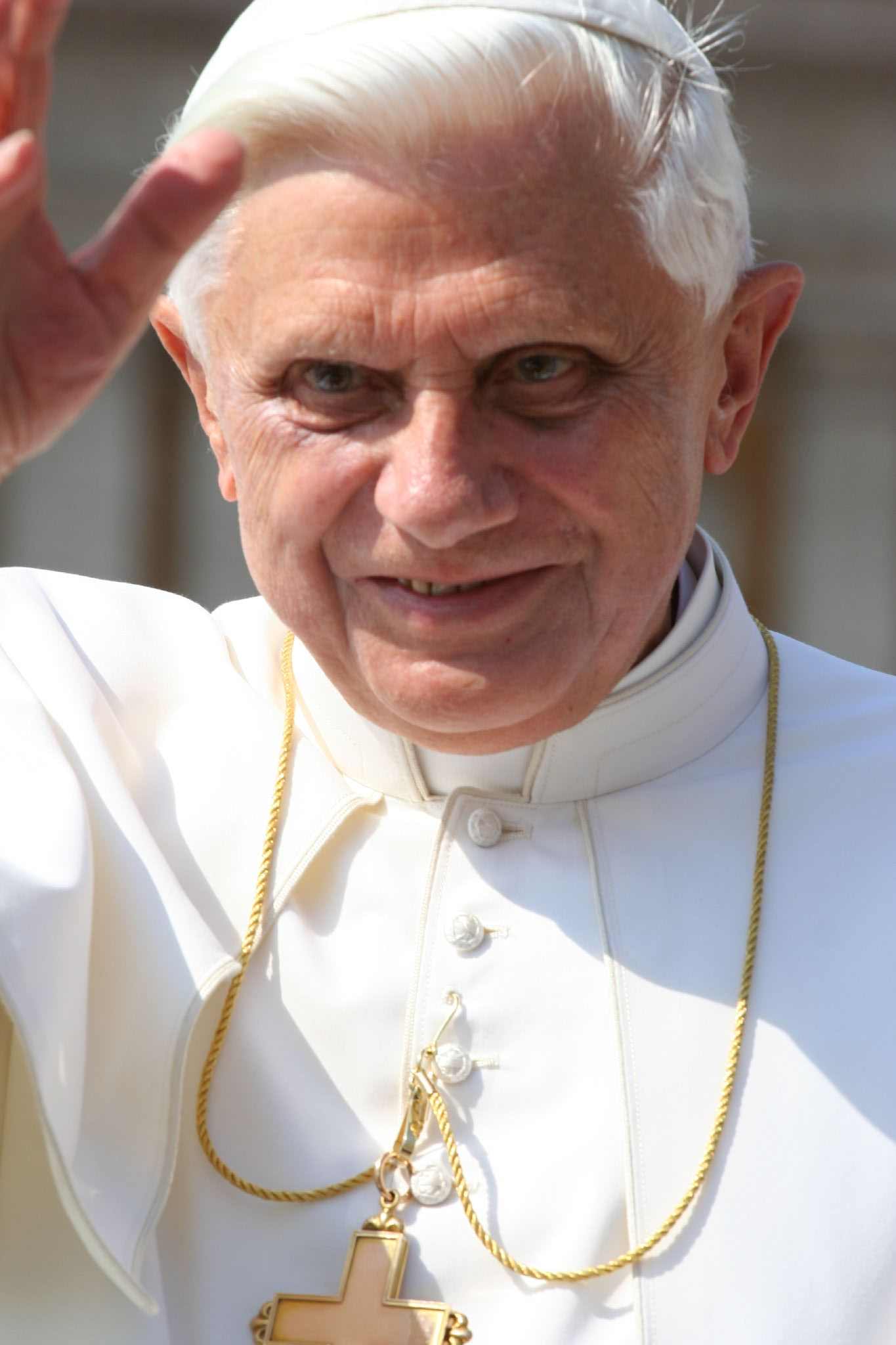
La visita a Camerún y Angola era la primera de Benedicto XVI a África.

El viaje apostólico del papa Benedicto XVI a Camerún y Angola fue un viaje que realizó el sumo pontífice de la Iglesia católica a estos dos países africanos en 2009. La visita duró 7 días, del martes 17 al lunes 23 de marzo. Se trataba de la primera visita de Benedicto XVI a África desde que se inició su ponfiticado en 2005, y la primera visita de un papa a este continente en los últimos 11 años, desde que Juan Pablo II realizara su último viaje al continente, cuando visitó Nigeria en marzo de 1998. Se trataba de su decimoprimer viaje desde que fue elegido Papa. Benedicto XVI afirmó que viajaba a África «con un programa religioso, de fe y de moral».
La primera etapa de su viaje le llevó a Yaundé, capital del Camerún, donde fue recibido por el presidente Paul Biya y el resto de autoridades civiles y religiosas. En los tres días que duró su estancia en Camerún se reunió con los representantes de la comunidad musulmana y de otras creencias cristianas, y con los obispos de la Conferencia Episcopal del país. Tras la misa multitudinaria celebrada el 19 de marzo en el estadio Amadou Ahidjo, el Papa hizo entrega del documento preparatorio para la II Asamblea Especial del Sínodo para África, el Instrumentum Laboris. También visitó a un grupo de enfermos en el Centro Cardenal Paul Emile Léger.

## Antecedentes y preparación

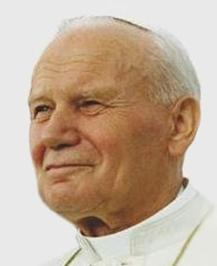
Juan Pablo II es el Papa que más viajes a África ha realizado y el primero que visitó Camerún y Angola.

El viaje fue anunciado por el papa Benedicto XVI el 26 de octubre de 2008, durante la misa solemne de clausura de la XII Asamblea General del Sínodo de los Obispos celebrada en la Ciudad del Vaticano. En su visita a Camerún, el papa entregó a los representantes de las Conferencias Episcopales de África el documento Instrumentum Laboris, un documento de preparación para la II Asamblea Especial del Sínodo para África que se celebrará del 4 al 25 de octubre de 2009 en el Vaticano. La segunda parte del viaje incluía visitar Angola, llegando a Luanda, la capital, el 20 de marzo, donde celebraría el 500 aniversario del comienzo de la evangelización del país, el primero del África austral a donde llegaron los misioneros, y bendeciría el proceso de consolidación de la paz empezado en 2002.
Se trataba de la primera visita de Benedicto XVI a África, y la primera desde que en 1998 Juan Pablo II visitara Nigeria, donde beatificó a Cyprian Michael Iwene Tansi. El primer Viaje Apostólico de un papa a África lo realizó Pablo VI en 1969, cuando visitó Uganda entre el 31 de julio y el 2 de agosto, pero ha sido Juan Pablo II quien más veces ha pisado suelo africano, realizando trece viajes a este continente entre 1980 y 1998. Así pues, se trata del tercer Papa que viaja al continente africano, y es la tercera vez que el Santo Padre visita Camerún y la segunda que visita Angola.
El viaje fue presentado por el padre Federico Lombardi, director de la Oficina de prensa de la Santa Sede, la mañana del 10 de marzo de 2009. En el rezo del Ángelus el domingo precedente al viaje, día 15 de marzo, el papa afirmó que viaja a África «sabiendo que la única cosa que tiene para proponer y entregar es Cristo, que vence toda resistencia humana y hace posible el perdón y el amor para los enemigos».

## Viaje

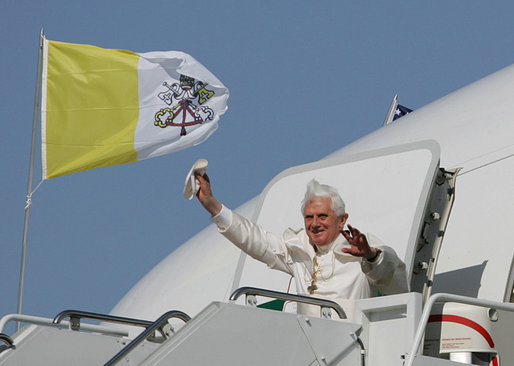
Benedicto XVI se desplazó a Camerún y Angola con un Boeing 777 de Alitalia (la imagen es de su visita a EE. UU. en 2008).

Benedicto XVI se desplazó a Camerún desde el Aeropuerto Internacontinental Leonardo da Vinci de Fiumicino con un Boeing 777 de Alitalia. Antes de emprender su viaje envió un telegrama al Presidente de la República Italiana, Giorgio Napolitano. Al poco de despegar realizó la primera comparecencia frente a los periodistas que viajaban con él. Las preguntas realizadas abordaron el caso de los obispos consagrados por el arzobispo Marcel Lefebvre, y cuestiones concernientes a África, como el sida, la crisis o las sectas. En sus primeras declaraciones afirmó que el sida «no se superará con la distribución de preservativos» y que estos no hacen sino «aumentar los problemas». Añadió que es «una tragedia que no se puede superar sólo con el dinero. [...] El único camino eficaz que podría conducir a una solución del problema sería la renovación espiritual y humana del sentido de la sexualidad humana».

Diría que este problema no se puede superar solo con eslóganes publicitarios. [...] Si los africanos no se ayudan entre ellos, no se puede resolver el problema con la distribución de preservativos. Al contrario, se corre el peligro de aumentar el problema. La solución solo se puede encontrar con un doble compromiso: el primero es humanizar la sexualidad, o sea, una renovación espiritual y humana que lleve aparejada una forma nueva de comportarse unos con otros y, en segundo lugar, una amistad verdadera también y sobre todo con las personas que sufren; la disponibilidad, aunque cueste sacrificios y renuncias personales, para estar con los que sufren.
Direi che non si può superare questo problema dell’Aids solo con slogan pubblicitari. Se non c’è l’anima, se gli africani non si aiutano, non si può risolvere il flagello con la distribuzione di preservativi: al contrario, il rischio è di aumentare il problema. La soluzione può trovarsi solo in un duplice impegno: il primo, una umanizzazione della sessualità, cioè un rinnovo spirituale e umano che porti con sé un nuovo modo di comportarsi l’uno con l’altro, e secondo, una vera amicizia anche e soprattutto per le persone sofferenti, la disponibilità, anche con sacrifici, con rinunce personali, ad essere con i sofferenti.

## Camerún

### Martes 17 de marzo

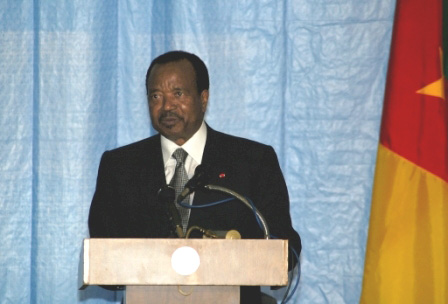
El Presidente de Camerún, Paul Biya, recibió a Benedicto XVI en el Aeropuerto Nsimalen de Yaundé. (Imagen de 2006).

El papa llegó al Aeropuerto Nsimalen de Yaundé, la capital del Camerún, a las 15:40 h. A las 16:00 h estaba prevista la recepción en el aeropuerto por las autoridades religiosas y civiles de Camerún. Fue recibido por el presidente de la República Paul Biya y la esposa de este, el Arzobispo de Yaundé y Presidente de la Conferencia Episcopal Simon-Victor Tonyé Bakot, el cardenal y Arzobispo Emérito de Douala Christian Wiyghan Tumi, el primer ministro de Camerún Ephraïm Inoni y el presidente de la Asamblea Nacional entre otros, además de un gran cantidad de religiosos y fieles católicos.
Tras saludar a la comitiva de recepción y escuchar los himnos nacionales del Camerún y de la Ciudad del Vaticano, Benedicto XVI pronunció un discurso en el que declaró «Vengo entre vosotros como un pastor, vengo para confirmar a mis hermanos y hermanas en la fe. Es la misión que Cristo confió a Pedro en la Última Cena, y es la misión de los sucesores de Pedro». En sus palabras, el papa recordó algunos de los santos originarios de África, expresó los motivos de su viaje, entre los que se encuentra la publicación del Instrumentum Laboris, recordó a santa Josefina Bakhita, los conflictos locales y la labor de la Iglesia en Camerún, se expresó contrario a la opresión económica y política, a la imposición de modelos culturales que ignoren el derecho a la vida de los aún no nacidos -aborto- y a las rivalidades interétnicas e interreligiosas, y se despidió con un «¡Que Dios bendiga a Camerún! ¡Que Dios bendiga África!». Posteriormente se dirigió a la Nunciatura Apostólica de la capital para pernoctar.

### Miércoles 18 de marzo
El miércoles, 18 de marzo, tras haber celebrado una eucaristía privada en la capilla de la Nunciatura Apostólica de Yaundé a las 8:00 h, Benedicto XVI realizó una visita al Presidente del Camerún, Paul Biya, en el Palacio de la Unidad a las 10:00 h. A las 11:15 h se reunió con los 31 obispos de la Conferencia Episcopal del país en la Iglesia de Cristo Rey de Tsinga en la capital, en la que les transmitió sus deseos de unidad y colaboración entre las diócesis y entre los obispos y sus presbíteros, su alegría por la gran cantidad de vocaciones sacerdotales y asociaciones laicas, habló de la importancia de los catequistas, de la familia y del peligro de las sectas, los movimientos esotéricos, las supersticiones y el tribalismo.
Tras su encuentro, Benedicto XVI comió con los obispos y sus acompañantes en la Nunciatura Apostólica. A las 16:45 h, en la basílica menor de María Reina de los Apóstoles de Mvolyé, Yaundé, celebró las Vísperas en la solemnidad de San José con los obispos, sacerdotes, religiosos, diáconos, movimientos eclesiales y con los representantes de otras confesiones cristianas de Camerún, tras lo que pronunció un nuevo discurso en el que recordó los orígenes del templo en que se encontraban y habló sobre el ministerio sacerdotal y terminó hablando a los representantes de movimientos eclesiales y a los de otras confesiones cristianas.
Durante su viaje siguió realizando nombramientos y otras tareas. El día 19 nombró al polaco Jan Romeo Pawlowski Nuncio Apostólico en la República del Congo y en Gabón y lo elevó a la categoría de arzobispo.

### Jueves 19 de marzo
El día 19 empezó con un encuentro entre el Papa y 22 representantes de la comunidad musulmana en Camerún en la nunciatura apostólica, y sin acceso a la prensa. En su encuentro, Benedicto XVI alabó la convivencia pacífica entre cristianos y musulmanes en Camerún y los encomió a trabajar unidos, además de hablar de la relación entre la fe y la ciencia. Federico Lombardi transmitió a los medios de comunicación que el encuentro fue «cordial y amistoso» y que los musulmanes ofrecieron una «cálida bienvenida al Papa». El Papa terminó sus palabras diciendo «Que la cooperación entusiasta entre musulmanes, católicos y otros cristianos en Camerún sea para las otras naciones africanas un faro luminoso del potencial enorme de un compromiso religioso por la paz, la justicia y el bien común».
Tras esta reunión, el papa se desplazó con el papamóvil hasta el estadio Amadou Ahidjo, donde celebraría la primera misa multitudinaria de su viaje. Benedicto XVI llegó al estadio a las 9:35 h y se trasladó a la sacristía, para presidir la celebración de la misa a las 10:00 h. La Eucaristía, a la que asistieron entre 50.000 y 60.000 personas fue celebrada en ocho idiomas como el latín, el suajili o el ewondo fue amenizada con cantos. Benedicto XVI, quien felicitó a los que celebraban su santo ese día, tuvo palabras en la homilía para las familias, y encomió a los africanos a «cuidar su alma».

En esta época en que tantas personas sin escrúpulos quieren imponer el reino del dinero despreciando a los más pobres, tenéis que estar atentos. África, en general, y Camerún en particular, están en peligro si no reconocen al verdadero autor de la Vida. [...] No os dejéis fascinar por falsas glorias e ideales falsos. ¡Creed! [...] Cristo es el único camino de Vida.

Una vez finalizada la celebración, se hizo entrega a los presidentes de las Conferencias Episcopales Nacionales y Regionales de África del documento de 50 páginas para la preparación de la II Asamblea Especial del Sínodo para África, el Instrumentum Laboris. El arzobispo Nikola Eterovic, Secretario General del Sínodo de los Obispos presentó el documento, que consta de cuatro capítulos, y concluye con una oración a la Virgen María.
Por la tarde, Benedicto XVI visitó el Centro Nacional de Rehabilitación de los Discapacitados Cardenal Paul Emile Léger - CNRH, situado a las afueras de Yaundé. El centro fue fundado en 1972 por el arzobispo emérito de Montreal Paul Emile Léger. El Santo Padre fue recibido por la ministra de Asuntos Sociales de Camerún, Catherina Bakang Mbong, el director de la institución y el obispo encargado de la pastoral sanitaria. En el centro se reunió con los alumnos del mismo, además de 200 enfermos procedentes de otros hospitales del país, algunos de ellos niños o enfermos del sida, a los que regaló un rosario. El centro está especializado en el tratamiento a jóvenes con problemas mentales. Benedicto XVI ofreció un nuevo discurso en el que destacó el compromiso de la Iglesia católica en África y que se comprometa en su lucha contra enfermedades como el sida, la tuberculosis o la malaria; afirmó que «A vosotros, investigadores y médicos os espera hacer todo lo que es legítimo para aliviar el dolor; os corresponde en primer lugar proteger la vida humana, ser defensores de la vida desde su concepción hasta su fin natural. Para todo ser humano, el respeto de la vida es un derecho y al mismo tiempo un deber porque toda vida es un don de Dios».
A las 18:30 h se reunió en la Nunciatura Apostólica de Yaundé con los doce miembros del Consejo especial para África del Sínodo de los Obispos procedentes de Nigeria, Tanzania, Sudáfrica, Argelia, Camerún, Mozambique, República del Congo, Burkina Faso, Zambia, Madagascar y Egipto. En el discurso pronunciado, el Papa recordó algunos momentos significativos de la historia cristiana de África, destacó la labor de los catequistas y recordó algunos santos africanos como los mártires de Uganda, Ana María Javouhey, Daniele Comboni, Anuarite Nengapeta, Isidoro Bakanja o Josefina Bakhita; también habló de los conflictos que han azotado el continente y la reconciliación. Una hora más tarde, cenó con los miembros del Consejo especial para África del Sínodo de los Obispos y con los cardenales y obispos de su séquito.
Además, el Papa siguió con sus otras tareas propias de su cargo. Benedicto XVI aceptó la renuncia al cargo del obispo de la diócesis de Járkov-Zaporiyia (Ucrania) Stanislaw Padewski por motivos de edad, al que sustituyó Marian Buczek. También nombró a José Mazuelos Pérez como nuevo obispo de la diócesis de Asidonia-Jerez (España).

### Viernes 20 de marzo
En sus últimas horas en Camerún, el papa celebró una misa en privado en la capilla de la Nunciatura Apostólica de Yaundé a las 7:00 h. Posteriormente se despidió de los trabajadores y colaboradores de la Nunciatura Apostólica y se dirigió al aeropuerto Nsimalen, donde fue despedido por las autoridades civiles y religiosas de Camerún, entre las que se encontraba su presidente Paul Biya; además también fue despedido por un grupo de pigmeos que le regalaron una tortuga. En el aeropuerto pronunció un breve discurso en el que agradeció la acogida recibida por parte de los cameruneses, instó a seguir orando por el éxito de la II Asamblea Especial para África del Sínodo de los Obispos y recordó algunos momentos de su viaje, como la visita al centro Cardenal Paul Emile Léger, el encuentro con los líderes musulmanes y la presentación del Instrumentum Laboris; finalmente dijo «Obrad para eliminar la injusticia, la pobreza y el hambre cualesquiera sea el lugar donde los encontréis». A las 10:30 embarcó en el avión rumbo a Luanda, la capital de Angola y segunda y última etapa de su viaje.

## Angola

### Viernes 20 de marzo
Tras un viaje de dos horas de duración, Benedicto XVI aterrizó en el Aeropuerto Quatro de Fevereiro de Luanda, la capital de Angola, a las 12:45 h. En él fue recibido por las autoridades civiles, militares y religiosas de país, entre las que se encontraban José Eduardo dos Santos, Presidente de Angola, y Damiao António Franklin, Arzobispo de Luanda y Presidente de la Conferencia Episcopal de Angola y Sao Tomé Tras; el recibimiento pronunció su primer discurso en Angola y tuvo un recuerdo para su antecesor en el cargo, Juan Pablo II, que había visitado el país africano en 1992, y para los afectados por las inundaciones en la provincia de Cunene. Además recordó al rey Alfonso I del Congo y el reino de M'Banza Kongo, primer reino cristiano y una de las primeras comunidades cristianas del África subecuatorial, principal motivo de su viaje. En palabras del mismo Benedicto XVI:

He aquí el motivo inmediato que me ha traído a Angola: encontrarme con una de las más antiguas comunidades católicas del África subecuatorial, para confirmarla en su fe en Jesús resucitado y unirme a las súplicas de sus hijos e hijas para que el tiempo de la paz, en la justicia y en la fraternidad, no conozca ocaso en Angola, permitiéndola cumplir la misión que Dios le ha confiado en favor de su pueblo y en el concierto de las Naciones.

Una vez finalizada la ceremonia de bienvenida, el Papa se desplazó a la Nunciatura Apostólica para almorzar. Por la tarde realizó una visita de cortesía al Presidente de la República, José Eduardo dos Santos, en el Palacio presidencial de Luanda. En el Salón de Honor del mismo tuvo un encuentro con las autoridades civiles y políticas y con los embajadores asistentes, y donde pronunció un nuevo discurso, en el que recordó «los esfuerzos del Gobierno por el desarrollo y el bienestar de la sociedad».
Ese mismo día el Papa realizó dos nuevos nombramientos. Nombró vicario apostólico de Awasa (Etiopía) a Giovanni Migliorati, en sustitución de Lorenzo Ceresoli, quien había renunciado por razones de edad. También erigió una nueva diócesis, la de Namibe en Angola, separándola de la arquidiócesis de Lubango, de la que quedó sufragánea. Como obispo de esta nueva diócesis nombró a Mateus Feliciano Tomás.

## Regreso a Roma
El miércoles día 1 de abril, Benedicto XVI dedicó la Audiencia General, a la que asistieron unas 20.000 personas, a recordar su viaje a África. Destacó su intención de «abrazar a todos los pueblos africanos y bendecirlos en el nombre del Señor» y rememoró cada etapa y encuentro de su viaje, para terminar recordando la acción de misioneros, religiosos, voluntarios, catequistas y sacerdotes y pidiendo oración por ellos.

## Polémica
Tras las declaraciones hechas por Benedicto XVI sobre el virus del sida y el uso del preservativo en la entrevista concedida en el vuelo realizad entre Roma y Yaundé el 17 de marzo, en las que afirmaba:

no se puede superar el problema del Sida sólo con eslóganes publicitarios. Si no está el alma, si no se ayuda a los africanos, no se puede solucionar este flagelo sólo distribuyendo profilácticos: al contrario, existe el riesgo de aumentar el problema.
Agencia Zenit

 varios gobiernos europeos y ONG expresaron disconformidad con estas declaraciones.
José Martínez Olmos, secretario general de Sanidad de España, afirmó que Benedicto XVI está «muy mal aconsejado» y pidió que rectificara sus declaraciones. En respuesta, el Gobierno español, mediante su ministerio de Sanidad, envió un millón de preservativos a África. Los ministros de Sanidad y Ayuda al desarrollo de Alemania expresaron su malestar, y el Gobierno alemán emitió una nota de prensa en la que afirmaba que «[Los preservativos] Juegan un papel decisivo en la lucha contra el sida y en la contracepción, a las cuales deben tener acceso los más pobres. Cualquier posición distinta a ésta sería irresponsable». Laurette Onkelinx, ministra de Sanidad de Bélgica, afirmó que la «doctrina retrógrada» del papa destruye años de prevención y de educación. Desde el Ministerio de Asuntos Exteriores de Francia se declaró que las declaraciones «inoportunas» del Papa «ponen en peligro las políticas de salud pública y los imperativos de la protección de la vida humana».
Otros organismos y asociaciones se expresaron en la misma línea, como Michel Katazchkine, presidente del Fondo Mundial de la Lucha contra el Sida, quien afirmó que «Hablar del preservativo en estos términos y hacerlo en un viaje a África suponen incurrir en una suerte de terrible negacionismo y de irresponsabilidad». Otras ONG como Médicos del Mundo y Oxfam lamentaron las declaraciones del papa. Onusida, organización perteneciente a la ONU se pronunció en favor del uso del preservativo. Desde la red social Facebook, un grupo italiano organizó una campaña que se extendió a otros países por la que los organizadores preveían que el Papa iba a recibir unos 60.000 preservativos por correo como forma de protesta.
Todo esto provocó que la Santa Sede tuviera que responder, insistiendo en sus argumentos. El director de la Oficina de prensa de la Santa Sede, Federico Lombardi de claró que «No esperéis cambio de posición sobre este tema durante el viaje. Benedicto XVI ha reafirmado la línea ya marcada por Juan Pablo II». Lombardi también afirmó que las líneas de la Iglesia en esta tema son tres: educar responsablemente a las personas en el uso de la sexualidad y la reafirmación del papel esencial del matrimonio y de la familia; la investigación y la aplicación de curas eficaces y poner a disposición del más amplio número de enfermos todas las iniciativas sanitarias; y la asistencia humana y espiritual a los enfermos de sida. La Iglesia en su comunicado oficial recordó que el virus del sida no se transmite sólo con las relaciones sexuales, sino también por malas condiciones higiénicas. Radio Vaticano recordó que casi un 30% de los centros para enfermos afectados por el sida son católicos.